# Alagoasa januaria
Alagoasa januaria es una especie de escarabajo del género Alagoasa, tribu Alticini, familia Chrysomelidae. Fue descrita científicamente por Bechyné en 1955.
Se distribuye por Brasil, en Río de Janeiro y Minas Gerais. La especie posee élitros azules, aunque puede variar a morado con manchas amarillas.